# 칼보다 포크
칼보다 포크(Forks Over Knives)는 미국에서 제작된 리 풀커슨 감독의 2011년 다큐멘터리 영화이다. 리 풀커슨 등이 주연으로 출연하였다.

## 출연

### 주연
- 리 풀커슨